# Roberto Carlos da Silva
Roberto Carlos da Silva Rocha (São Paulo, 10 d'abril de 1973), conegut simplement com a Roberto Carlos, és un exfutbolista professional brasiler que jugava de lateral esquerre, tot i que destacava per les seves incorporacions a l'atac. És internacionalment conegut per la seva potència en el xut i en executar serveis de banda. Ha estat considerat un dels millors laterals de les dècades de 1990 i 2000, gràcies a la seva trajectòria amb la selecció brasilera i amb el Reial Madrid Club de Futbol.

## Biografia
Va néixer el 10 d'abril de 1973 a Garça, Sao Paulo (Brasil). Començà a jugar a l'União São João, el 1990, a un barri humil de Sao Paulo. Amb 14 anys ja jugava amb el primer equip, i amb 16, debutà amb la selecció sub-20 del Brasil. Va fitxar pel Palmeiras, i amb 18 anys ja era titular a la selecció absoluta de Brasil.
El 1995 va marxar a Europa per fitxar per l'Inter de Milà on va jugar un any, abans de fitxar pel Reial Madrid CF, on va disputar 11 temporades, sent el jugador estranger amb més partits disputats amb la samarreta blanca.
El 2 d'agost de 2005 va adquirir la doble nacionalitat espanyola i brasilera i al final de la temporada 2006-07 va concloure la seva etapa al Reial Madrid, després d'haver-hi guanyat quatre lligues i tres Champions League, i va fitxar pel Fenerbahçe SK turc. Actualment es troba retirat de la selecció brasilera.
Amb la selecció del Brasil disputà els Mundials de 1998, 2002 i 2006.

## Participacions en els Campionats del Món
| Campionat                   | Seu                  | Resultat        |
| --------------------------- | -------------------- | --------------- |
| Copa del Món de futbol 1998 | França               | Subcampió       |
| Copa del Món de futbol 2002 | Corea del Sud i Japó | Campió          |
| Copa del Món de futbol 2006 | Alemanya             | Quarts de final |

## Palmarès

### Campionats estatals
| Títol                | Club          | País    | Any     |
| -------------------- | ------------- | ------- | ------- |
| Campionat Brasiler   | Palmeiras     | Brasil  | 1993-94 |
| Campionat Brasiler   | Palmeiras     | Brasil  | 1994-95 |
| Lliga espanyola      | Reial Madrid  | Espanya | 1996-97 |
| Lliga espanyola      | Reial Madrid  | Espanya | 2000-01 |
| Lliga espanyola      | Reial Madrid  | Espanya | 2002-03 |
| Lliga espanyola      | Reial Madrid  | Espanya | 2006-07 |
| Supercopa d'Espanya  | Reial Madrid  | Espanya | 1997    |
| Supercopa d'Espanya  | Reial Madrid  | Espanya | 2001    |
| Supercopa d'Espanya  | Reial Madrid  | Espanya | 2003    |
| Lliga espanyola      | Reial Madrid  | Espanya | 2007    |
| Supercopa de Turquia | Fenerbahçe SK | Turquia | 2007    |

### Campionats internacionals
| Títol                        | Equip (*)    | Seu                  | Any     |
| ---------------------------- | ------------ | -------------------- | ------- |
| Copa Amèrica                 | Brasil       | Bolívia              | 1997    |
| Copa Confederacions          | Brasil       | Aràbia Saudita       | 1997    |
| Copa Amèrica                 | Brasil       | Paraguai             | 1999    |
| Copa del Món de Futbol       | Brasil       | Corea del Sud i Japó | 2002    |
| Lliga de Campions de la UEFA | Reial Madrid | Amsterdam            | 1997-98 |
| Lliga de Campions de la UEFA | Reial Madrid | París                | 1999-00 |
| Lliga de Campions de la UEFA | Reial Madrid | Glasgow              | 2001-02 |
| Copa Intercontinental        | Reial Madrid | Japó                 | 1998    |
| Copa Intercontinental        | Reial Madrid | Japó                 | 2002    |
| Supercopa d'Europa           | Reial Madrid | Mònaco               | 2002    |

(*) Incloent la selecció nacional

### Premis individuals
| Premi                      | Any  |
| -------------------------- | ---- |
| Pilota de Plata            | 2002 |
| FIFA World Player de Plata | 1997 |